# Dampfbahn-Route Sachsen

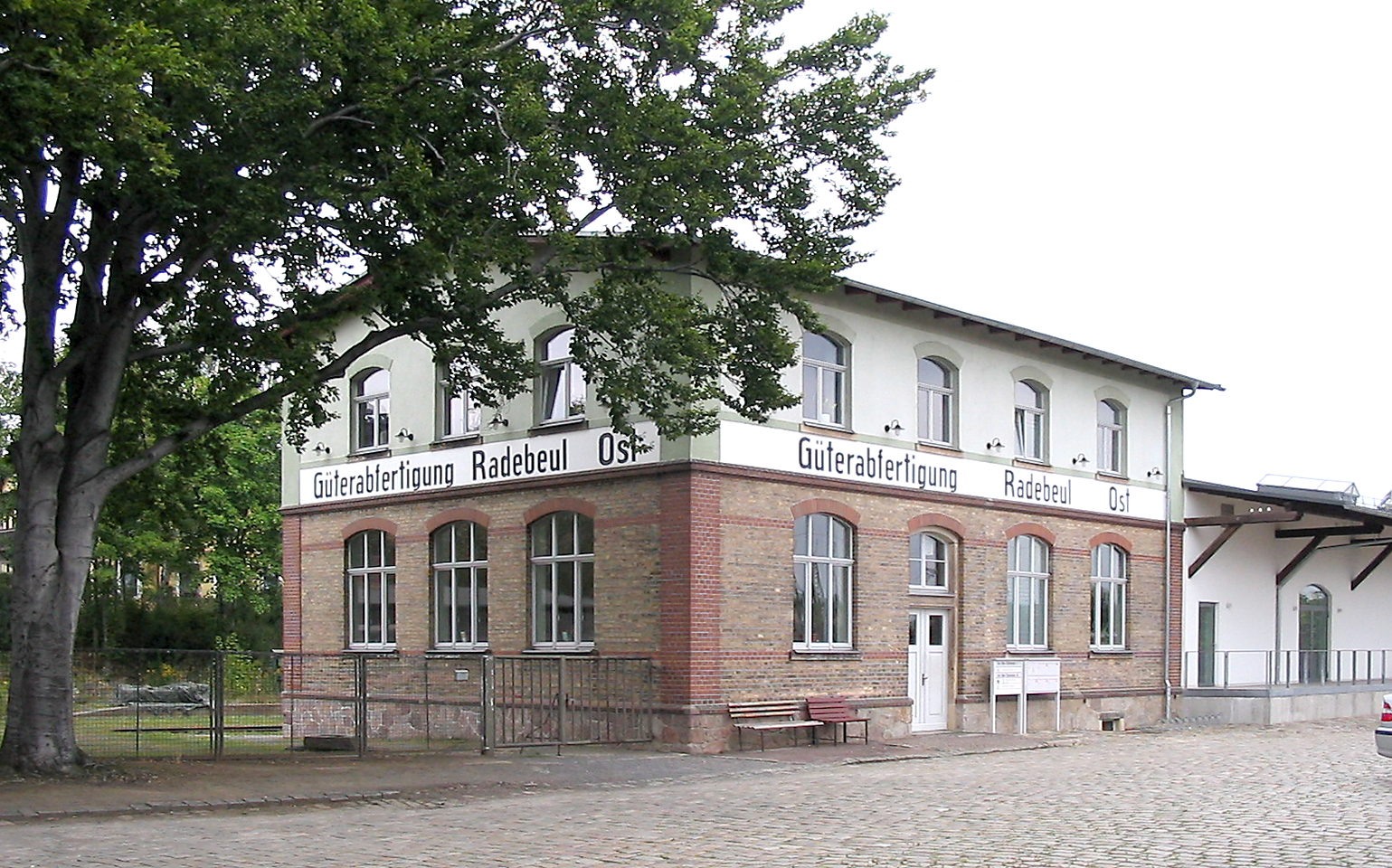
Historischer Güterboden des Bahnhofs Radebeul Ost mit der Geschäftsstelle

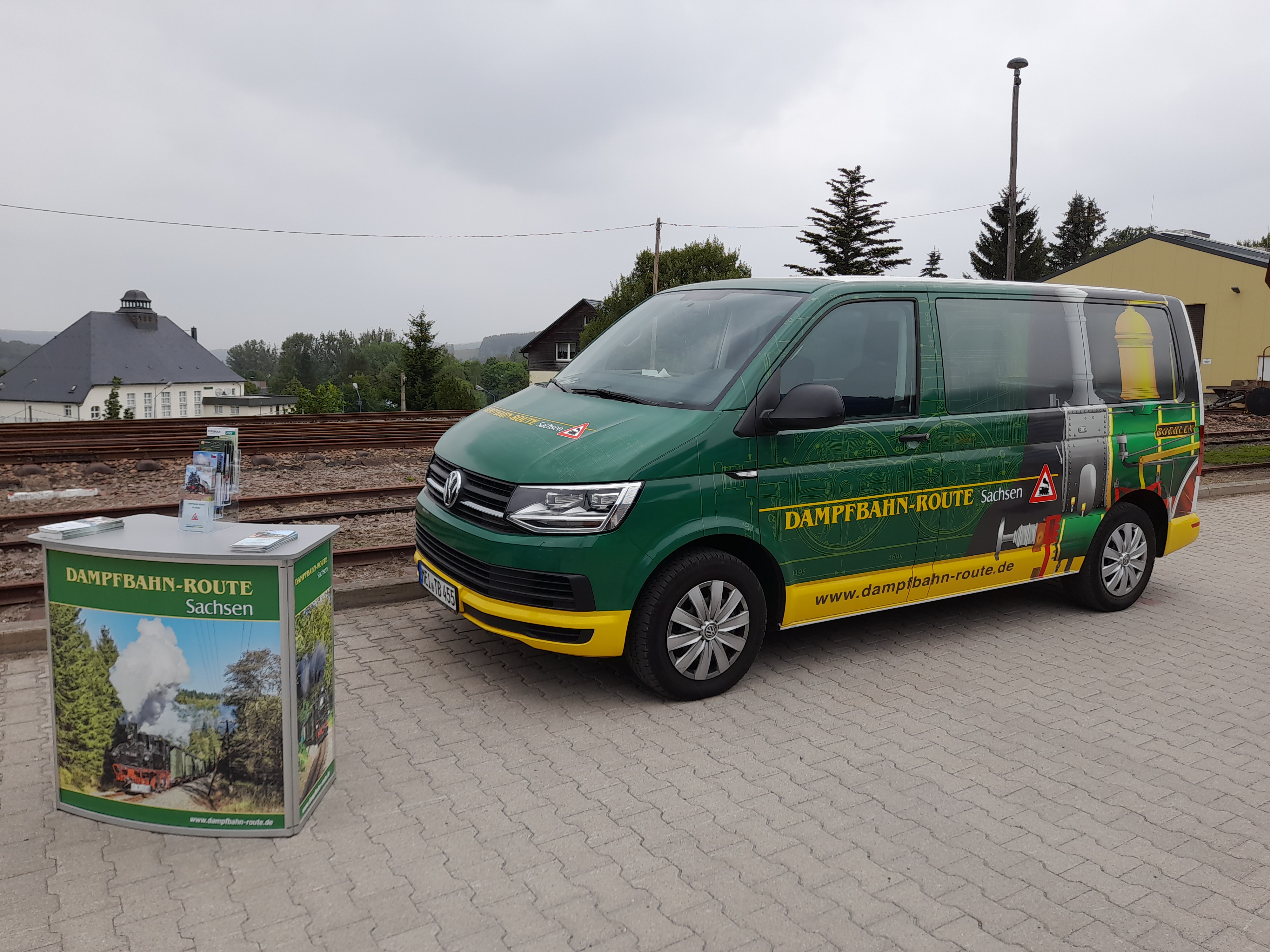
Werbefahrzeug der Dampfbahn-Route Sachsen am Bahnhof Cranzahl (2022)

Die Dampfbahn-Route Sachsen ist eine Ferienstraße in Sachsen. Sie weist mit drei verschiedenen Ästen eine Länge von insgesamt 750 km Länge auf. Entlang dieser Straße werden Kraftfahrern fünf täglich betriebene Schmalspurbahnen, vier schmalspurige Museumsbahnen, historische Verkehre auf regelspurigen Gleisen, Eisenbahnmuseen und -denkmale sowie Park- und Feldbahnen gemeinsam mit Partnern aus Gastgewerbe und Kultur touristisch präsentiert.
Träger der Dampfbahn-Route Sachsen ist seit Arbeitsbeginn im Jahr 2009 die Sächsisch-Oberlausitzer Eisenbahngesellschaft (SOEG) mit Sitz in Zittau. Eine Geschäftsstelle des Projektes zur Koordination der knapp 200 Kooperationspartner und mehr als 80 thematischen Stationen ist im Historischen Güterboden des Bahnhofs Radebeul Ost ansässig. Die Stationen sind mit speziellen Tafeln beschildert.
Die Dampfbahn-Route Sachsen wurde 2013 mit dem MarketingAward Leuchtturm der Tourismuswirtschaft des Ostdeutschen Sparkassenverband und 2014 mit dem Claus-Köpcke-Preis der Stiftung Sächsische Schmalspurbahnen als innovatives Tourismusprojekt ausgezeichnet.
Kernsäule der Öffentlichkeitsarbeit ist die gemeinsame Präsentation der Kooperationspartner in Print- und Online-Medien sowie auf zahlreichen Messen und Veranstaltungen in Deutschland und darüber hinaus.

## Streckenverlauf
Der Verlauf der Dampfbahn-Route Sachsen ist vorrangig an den als Kulturerbe erhaltenen oder einstmals bestehenden Sächsischen Schmalspurbahnen orientiert. Als Stationen sind Bahnhöfe und Museen sowie Orte, an denen in Sachsen Verkehrsgeschichte erlebt werden kann, einbezogen. Neben den Stationen finden sich entlang der Dampfbahn-Route Sachsen touristische Angebote de Kooperationspartner zum Entdecken und Genießen der sächsischen Regionen.
- Streckenast Sächsisches Burgen- und Heideland – Sächsisches Elbland – Dresden:

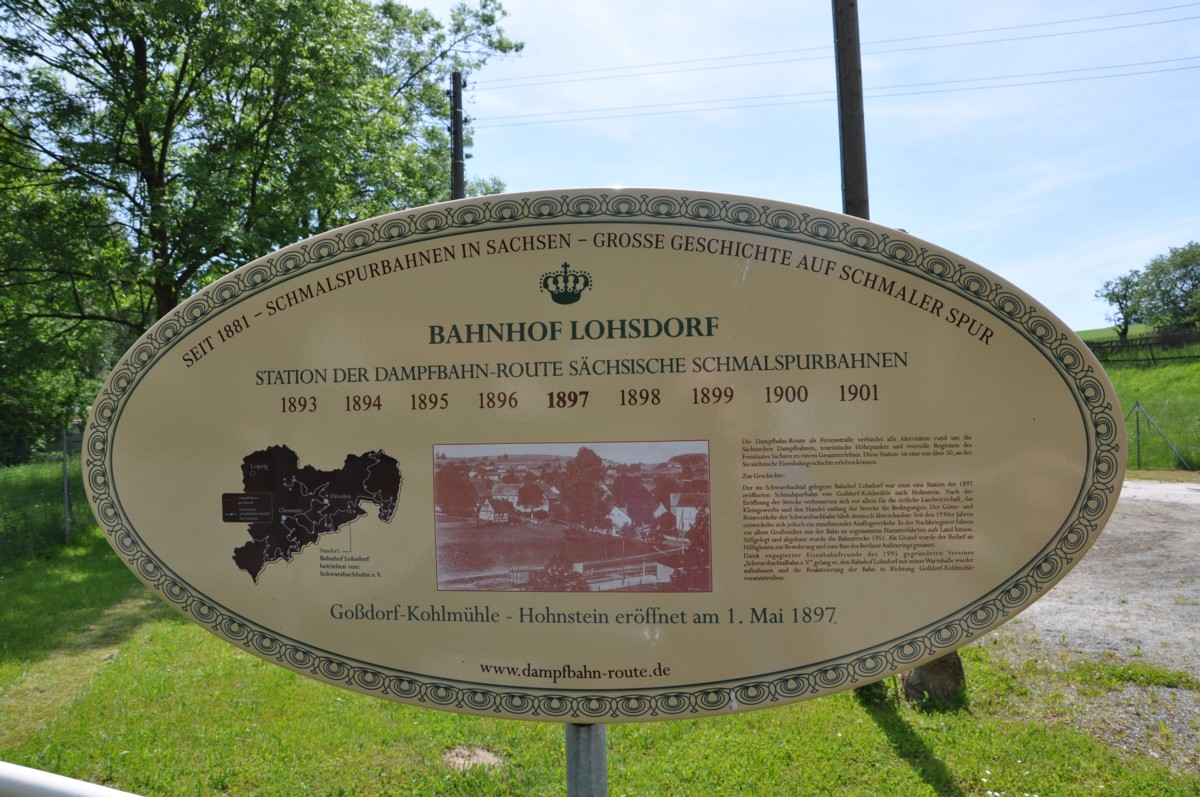
Informationstafel am Bahnhof Lohsdorf der Schwarzbachbahn

Eisenbahnmuseum Leipzig-Plagwitz – Parkeisenbahn Auensee Leipzig – Leipzig Hauptbahnhof – Straßenbahnmuseum Leipzig – Bahnhof Regis-Breitingen – Bahnhof Wermsdorf – Feldbahnschauanlage und Bahnhof Glossen (Döllnitzbahn) – Bahnhof Kemmlitz (Döllnitzbahn) – Bahnhof Mügeln (Döllnitzbahn) – Gasthof Schweta/Haltepunkt Schweta Gasthof – Bahnhof Oschatz Süd – Mobilitätszentrale Bahnhof Oschatz – Traditionslok 44 351 in Wülknitz bei Riesa – Museumsbahnhof Löthain – Bahnhof Radeburg (Lößnitzgrundbahn) – Bahnhof Moritzburg (Lößnitzgrundbahn) – Bahnhof Radebeul Ost (Lößnitzgrundbahn) – Gasthaus zum Bahnhof Ottendorf-Okrilla – Straßenbahnmuseum Dresden – Standseilbahn und Schwebebahn Dresden – Eisenbahnmuseum Dresden-Altstadt – Terrassenufer/Sächsische Dampfschifffahrt –  Verkehrsmuseum Dresden – Parkeisenbahn Dresden
• Streckenast Dresden – Osterzgebirge – Sächsische Schweiz – Oberlausitz:
Verkehrsmuseum Dresden – Bahnhof Dresden-Gittersee (Windbergbahn) – Bahnhof Freital-Potschappel (Weißeritztalbahn) – Bahnhof Freital-Hainsberg (Weißeritztalbahn) – Bahnhof Rabenau (Weißeritztalbahn) – Bahnhof Dippoldiswalde (Weißeritztalbahn) – Bahnhof Kurort Kipsdorf (Weißeritztalbahn) – Bahnhof Altenberg (Müglitztalbahn) – Bahnhof Bärenstein (Müglitztalbahn) – Feldbahnmuseum Herrenleite – Kirnitzschtalbahn Bad Schandau – Bahnhof Goßdorf-Kohlmühle (Schwarzbachbahn) – Bahnhof Lohsdorf (Schwarzbachbahn) – tillig Modellbahnen/Modellbahngalerie Sebnitz – Bahnhof Neustadt (Sachs) – Schauanlage „Klimperch“ Oppach/Bahnhof Taubenheim – Eisenbahnmuseum Seifhennersdorf – Bahnhof Zittau (Zittauer Schmalspurbahn) – Bahnhof Bertsdorf (Zittauer Schmalspurbahn) – Bahnhof Kurort Jonsdorf – (Zittauer Schmalspurbahn) – Bahnhof Kurort Oybin (Zittauer Schmalspurbahn) – Maschinenhaus Löbau – Parkeisenbahn Görlitz – Bahnhof Rothenburg (Oberlausitz) – Energiefabrik Knappenrode – Bahnhof Weißwasser (Waldeisenbahn Muskau) – Bahnhof Bad Muskau (Waldeisenbahn Muskau) – Bahnhof Kromlau (Waldeisenbahn Muskau)
- Streckenast Dresden – Chemnitz – Erzgebirge – Vogtland:

Verkehrsmuseum Dresden – Bahnhof Wilsdruff – Haltepunkt Wilsdruff – Bahnknoten Nossen – Bahnhof Edle Krone – Bahnhof Eppendorf – Museumsbahnhof Markersdorf-Taura – Schienentrabifahrten Muldental – Schauplatz Eisenbahn Chemnitz mit Sächsischem Eisenbahnmuseum und Technikmuseum Seilablaufanlage Chemnitz-Hilbersdorf – Parkeisenbahn Chemnitz – Sächsisches Industriemuseum Chemnitz – Straßenbahnmuseum Chemnitz – Bahnhof Oberherold – Bahnhof Geyer – Modellbahnland Erzgebirge Schönfeld-Wiesa – Bahnhof Wolkenstein – Bahnhof Steinbach (Preßnitztalbahn) – Bahnhof Schmalzgrube – Bahnhof Schlössel – Bahnhof Jöhstadt (Preßnitztalbahn) – Bahnhof Schlettau – Museumsbahnhof Walthersdorf – Bahnhof Cranzahl (Fichtelbergbahn) – Bahnhof Neudorf (Fichtelbergbahn) – Bahnhof Kurort Oberwiesenthal (Fichtelbergbahn) – Fichtelberg-Schwebebahn – Bahnhof Oberrittersgrün (Sächsisches Schmalspurbahn-Museum Rittersgrün) – Eisenbahnmuseum Schwarzenberg – Bahnhof Carlsfeld – Bahnhof Schönheide Süd – Bahnhof Schönheide Mitte – Bahnhof Rothenkirchen – Bahnhof Kirchberg – Bahnhof Oberheinsdorf (Rollbockbahn) – Haltepunkt Niedermülsen – Bahnbetriebswerk Glauchau – Göltzschtalbrücke Netzschkau – Parkbahn Syratal/Plauen – Bahnhof Schönberg (Vogtl)/Wisentatalbahn – Bahnbetriebswerk Adorf (Vogtl) – Haltepunkt Gunzen